# Эригабо
Эрига́бо (сомал. Ceerigaabo, араб. عيرجابو‎) — город в Сомали. Административный центр одноимённого района и региона Санаг в составе автономного образования Хатумо.

## История
Поселению Эригабо несколько веков. Эригабо расположен в 60 км от древнего северного города Майд. Местность известна наличием многочисленных исторических могил, в которых похоронены старейшины сомалийских кланов.

## География

### Окружающая среда

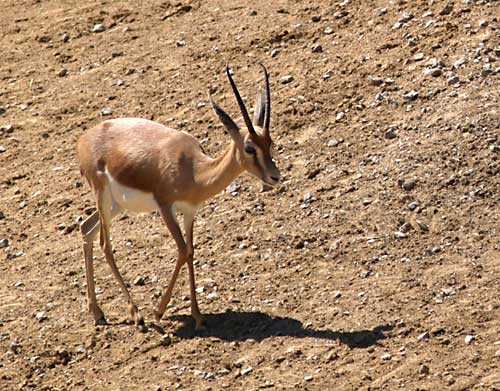
Газель-доркас

Окрестности города окружены участками можжевелового леса, располагающиеся вдоль эскарпа Аденский залива и в районе горы Шимбирис Сомалийского нагорья. Среди животных встречаются чепрачный шакал, газель-доркас, гамадрил, свиньи, карликовый мангуст, белобрюхий аист, гребенчатый орёл и конгони.

### Климат
По классификации климатов Кёппена город расположен в зоне семиаридный климата.
Температура в городе неизменная в течение всего года.
| Показатель                    | Янв. | Фев. | Март | Апр. | Май  | Июнь | Июль | Авг. | Сен. | Окт. | Нояб. | Дек. | Год   |
| ----------------------------- | ---- | ---- | ---- | ---- | ---- | ---- | ---- | ---- | ---- | ---- | ----- | ---- | ----- |
| Средний суточный максимум, °C | 24,5 | 25,0 | 25,3 | 26,1 | 26,4 | 25,1 | 25,0 | 25,0 | 24,5 | 24,0 | 23,5  | 23,0 | 24,78 |
| Средняя температура, °C       | 15,0 | 16,4 | 16,9 | 18,3 | 19,2 | 19,4 | 19,7 | 19,7 | 18,6 | 16,7 | 15,5  | 14,4 | 17,48 |
| Средний суточный минимум, °C  | 6,7  | 7,1  | 7,6  | 10,1 | 11,0 | 12,2 | 14,3 | 14,2 | 11,5 | 9,0  | 8,5   | 6,5  | 9,89  |
| Норма осадков, мм             | 10   | 8    | 22   | 39   | 59   | 38   | 8    | 31   | 88   | 4    | 5     | 1    | 313   |
| Источник: Levoyageur Weather  |      |      |      |      |      |      |      |      |      |      |       |      |       |

Информация по состоянию на июль 2012 г.

## Население
Численность населения 41 000 чел.. Население района Эригабо — 114 846 чел.
Этнический состав в представлен сомалийскими кланами Уарсангли, Дулбаханте, Дарод, Хабар Йонис, Хабар Джекло, Исак.

## Образование
В городе расположен филиал Восточноафриканского университета. В Эригабо находится Университет науки и технологии и филиал Университета Голлис.

## Сфера услуг
По состоянию на 2009 г. в Эригабо были две больницы, развита стационарная и мобильная телефонная сеть, есть аэропорт.

## Известные жители
- Абдуллахи Карше — отец современной сомалийской музыки.
- Афкурак, Хасан Дахир — сомалийский государственный и политический деятель, вице-президент Пунтленда.
- Джама Коршель — бывший вице-президент Верховного революционного совета Сомали.